# Jack Metcalfe
Jack Metcalfe, właśc. John Patrick Metcalfe (ur. 3 lutego 1912 w Bellingen, zm. 16 stycznia 1994 w Tura Beach) – australijski lekkoatleta, medalista olimpijski z 1936.
Był wszechstronnym lekkoatletą, ale największe sukcesy odnosił w trójskoku. Zwyciężył w tej konkurencji na igrzyskach Imperium Brytyjskiego w 1934 w Londynie. Na tych samych zawodach zdobył brązowy medal w skoku w dal, a także zajął 4. miejsce w skoku wzwyż.
14 grudnia 1935 w Sydney Metcalfe ustanowił rekord świata w trójskoku wynikiem 15,78 m.
Na igrzyskach olimpijskich w 1936 w Berlinie zdobył brązowy medal w tej konkurencji, za  Japończykami Naoto Tajimą (który odebrał mu rekord świata skokiem na odległość 16,00 m) i Masao Haradą. Był to jedyny medal dla Australii na tych igrzyskach. Metcalfe zajął również 12. miejsce w skoku wzwyż (wraz z 9 innymi zawodnikami).
Ponownie zwyciężył w trójskoku na igrzyskach Imperium Brytyjskiego w 1938 w Sydney, a także zdobył brązowy medal w rzucie oszczepem, zajął 5. miejsce w skoku w dal i 7. miejsce w skoku wzwyż.
Był mistrzem Australii w trójskoku i rzucie oszczepem oraz wicemistrzem w skoku wzwyż w 1937, a także brązowym medalistą w pchnięciu kulą w 1947.
Oprócz ustanowienia rekordu świata w trójskoku Metcalfe trzykrotnie poprawiał rekord Australii w skoku wzwyż (do wyniku 1,988 m osiągniętego 17 marca 1934 w Marston).